# Relations entre l'Allemagne et le Burkina Faso
Les relations entre l'Allemagne et le Burkina Faso ont débuté en 1960, lors de l'établissement des relations diplomatiques entre les deux pays à la suite de l'indépendance de l'ancienne colonie française de la Haute-Volta. La coopération entre les deux pays a commencé en 1961.

## 2019
Les 1er et 2 mai 2019, la chancelière fédérale d'Allemagne, Angela Merkel, visite le Burkina Faso dans le cadre d'une tournée dans les pays de la région.